# Palazzo Landi
Palazzo Landi, conosciuto anche localmente come "la vigna", è un edificio fortificato situato nel comune di Alseno in provincia di Piacenza su una bassa altura o motta, proprio accanto alla Via Emilia.

## Storia[2]
Le prime notizie di una struttura fortificata in loco risalgono al 1180 quando le cronache citano una torre edificata dai piacentini come difesa dai parmigiani. Nel 1186 fu iniziata la costruzione da parte dei nobili Siclerio dell'Andito (della famiglia Landi) e Savino Videdomino di un vero e proprio castello ma questo edificio fu distrutto già nel 1188 dopo un assedio di appena tre giorni, prima ancora di essere completato.
Divenuto proprietà dei parmigiani, sui suoi resti, intorno al 1190, sorse l'attuale castello che venne modificato nel 1205 sopraelevandolo e circondandolo con un fossato grazie a un contributo di 2.000 lire imperiali.
Nel 1269, dopo un altro assedio durato 17 giorni, il castello passò nuovamente e definitivamente ai piacentini e nel 1298, divenne di proprietà di Umbertino Landi.
Nel 1405 i Landi ottennero il feudo da parte dei Visconti, signori del piacentino.
Nel secolo XVIII il castello fu trasformato da edificio militare in palazzo residenziale, mantenendo però la struttura di fortilizio a pianta quadrata con cortile interno parzialmente porticato.
Nel secolo XIX l'edificio, non più abitato e caduto in uno stato di abbandono, passò alla famiglia Sforza a seguito del matrimonio della marchesa Ottavia Landi, ultima discendente della famiglia, con il duca Federico Sforza Fogliani. Il Palazzo venne restaurato e nel 1924, per volontà dell'ultima proprietaria, duchessa Clelia Sforza Fogliani, donato al comune e destinato ad ospitare l'asilo parrocchiale.

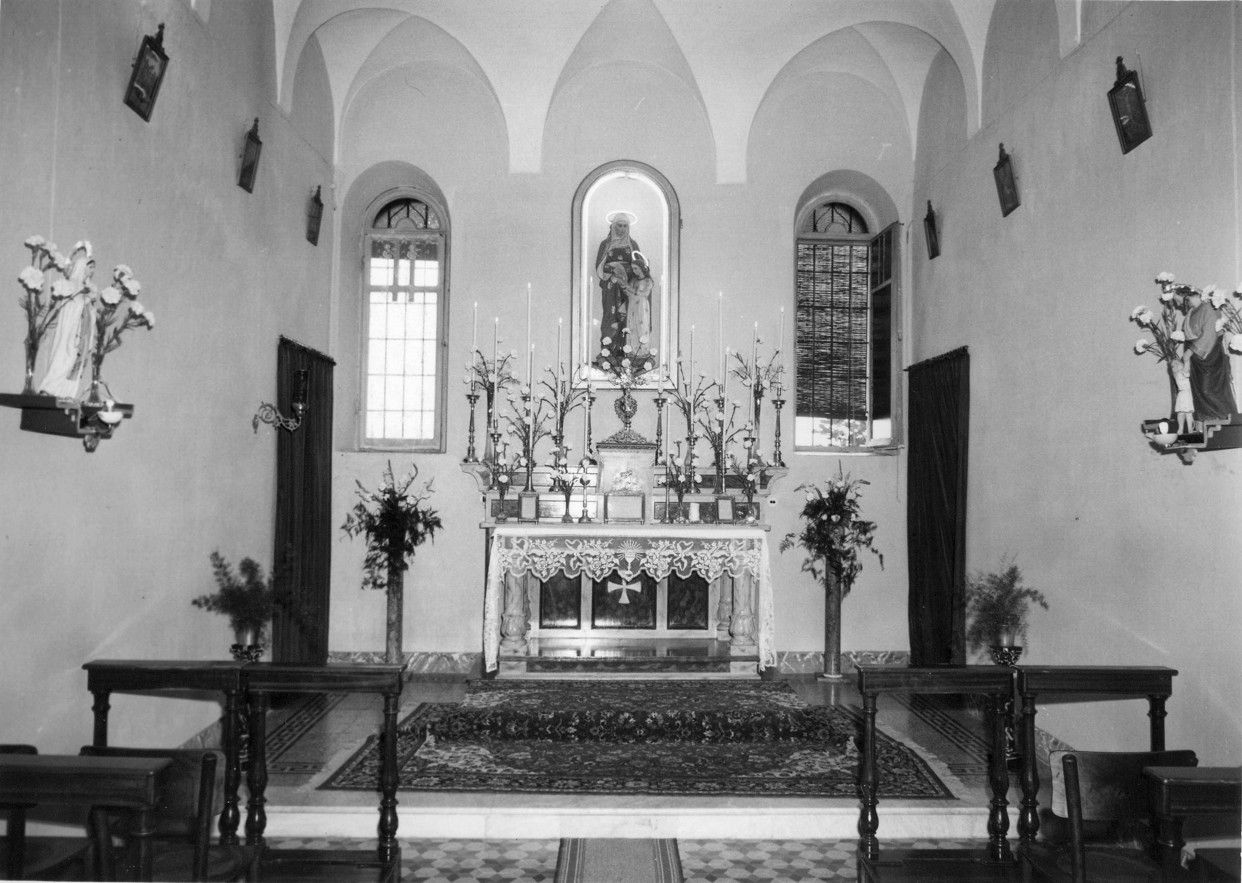
L'interno della cappella

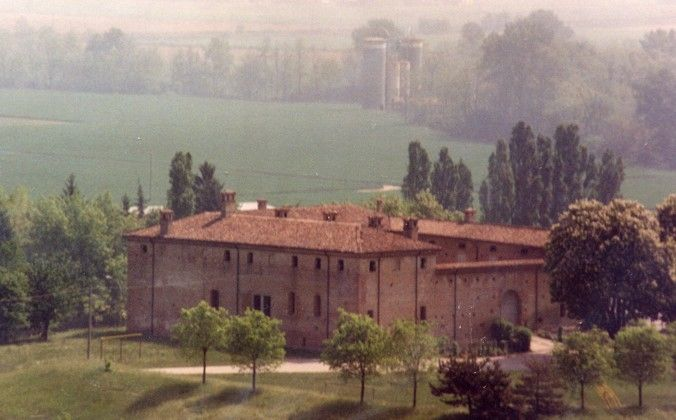
Vista dall'alto

## Descrizione
Il Castello Landi malgrado le numerose trasformazioni conserva l'aspetto di una fortezza. 
La sua pianta è quadrangolare con gli angoli orientati verso i punti cardinali e si possono ancora notare molti elementi riferibili al castello preesistente, come alcuni tratti di muratura in blocchi di pietra ben squadrati inseriti nella cortina muraria sul lato nord-est, per il resto interamente costituita di mattoni con resti di intonaco e spesse mura a scarpa con feritoie alla base. All'interno del cortile, nei settori orientati a sud-est e a sud-ovest, lato sul quale si trova l'ingresso, ci sono due portici a quattro fornici, alcuni dei quali sono stati nel tempo tamponati. Nelle varie stanze in cui è suddiviso il maniero non si conservano decorazioni salvo nella cappella, ornata di stucchi settecenteschi. Esternamente, dove esisteva il fossato, oggi interrato, il castello è circondato da una vasta area a prato.